# Screaming Lord Sutch

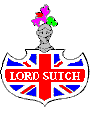
Blason de Screaming Lord Sutch

Screaming Lord Sutch, troisième comte d'Harrow, de son vrai nom David Edward Sutch, né le 10 novembre 1940 à Hampstead (Londres) et mort le 16 juin 1999 à Londres, est un musicien et homme politique anglais.

## Carrière artistique
David Sutch est né le 10 novembre 1940 au New End Hospital, à Hampstead, au nord-ouest de Londres. Dans les années 1960, inspiré par la rock star Screamin' Jay Hawkins, il change son nom en Screaming Lord Sutch, troisième comte d'Harrow. Bien que n'ayant rien de noble, les lois de l'état-civil anglais le lui permettent.
Il était célèbre en grande-Bretagne pour son « Horror rock », autant que pour son déguisement de Jack l'Éventreur ou d'homme-médecine toujours à la manière de Screamin' Jay Hawkins et son « Barnum Voodoo » - mais avant Alice Cooper - accompagné de son groupe, The Savages.
Le spectacle commence souvent de cette manière : des hurlements viennent des coulisses, un cercueil est amené sur scène et le « comte » en sort. Les squelettes, les accessoires de farces et attrapes et les filles en bikini sont également de la partie. Parfois, à la fin du show, on le voit, tel Zorro, défiant un policier à l'épée.
Il fait aussi des tournées à thème, telle que « Sutch et l'Empire Romain », ce qui occasionne des disputes avec ses musiciens qui refusent quelquefois de porter la jupe.
Sutch, bien que ne se prêtant lui-même aucun talent vocal particulier, vend assez correctement ses 45 tours au début des années 1960. Le plus connu est Jack the Ripper, inspiré par le personnage de Jack l'Éventreur, chanson maintes fois reprise, par les White Stripes par exemple. On peut le considérer comme un précurseur du psychobilly.
En 1963, Sutch et son manager de l'époque, Reginald Calvert, créent Radio Sutch, une radio pirate. Ils utilisent d'abord un bateau de pêche, à mi-temps. Ne supportant plus l'odeur du poisson, ils squattèrent ensuite un camp fortifié de la seconde guerre mondiale, au milieu de la mer, près de Southend. Ils voulaient concurrencer les autres radios pirates
telles que Radio Caroline. Au programme, du rock, bien sûr, mais aussi des extraits de L'Amant de lady Chatterley et de Fanny Hill.
Un an plus tard, Lord Sutch part en tournée en Australie et Calvert renomme la radio Radio City.
En 1966, Reginald Calvert est tué par balles par Oliver Smedley pour une histoire d'argent. Smedley est acquitté pour légitime défense.
C'est vers cette époque que Ritchie Blackmore quitte The Savages et crée Deep Purple et que Roger Warwick part rejoindre l'orchestre rhythm and blues de Freddie Mack.
En 1968, Lord Sutch part aux États-Unis dans une Rolls Royce, avec le drapeau britannique peint sur le toit, et une remorque remplie d'amplificateurs Marshall à vendre. Il possède en effet des actions dans la société Marshall.
L'album Lord Sutch and Heavy Friends est désigné par un vote lancé par la BBC en 1998 comme le « pire album de tous les temps ». Pourtant, il y avait des invités prestigieux : Jimmy Page, John Bonham, Jeff Beck, Noel Redding et Nicky Hopkins ainsi que quelques autres auteurs et interprètes.
Pour l'album suivant, Hands of Jack the Ripper, Lord Sutch rassemble des célébrités du rock anglais au festival de Carlsharlton Park. Tout le concert est enregistré, Sutch étant le seul à le savoir. Après un montage bâclé, le disque sort, à la plus grande surprise des participants.

## The Savages
- guitare : Ritchie Blackmore
- claviers : Matthew Fisher
- batterie : Carlo Little et Keith Moon
- basse :  Noel Redding et Nick Simper

## Vie politique
Dans les années 1960, Lord Sutch est candidat à plusieurs élections générales sous l'étiquette du National Teenage Party (« parti national de la jeunesse »). À sa première candidature, en 1963 à Stratford-upon-Avon, il obtient 208 voix. En 1964, à Huyton (circonscription d'Harold Wilson), 508 voix.
En 1983, Il fonde l'Official Monster Raving Loony Party (« parti officiel fou-dingue monstrueux ») et se présente à Bermondsey.
Il a été candidat plus de 40 fois, ne menaçant que rarement les conservateurs ou les travaillistes, mais obtenant souvent un nombre de voix important. On le voit arriver de loin avec ses tenues excentriques. C'est après que l'Official Monster Raving Loony Party a remporté plusieurs centaines de voix
dans la circonscription de Margaret Thatcher que le prix de l'inscription des candidats passe de 150 livres à 500 livres. Il en fallait plus pour décourager le candidat-rocker, qui augmente le nombre de ses concerts annuels pour financer ses campagnes satiriques.
Les publicités britanniques des années 1990 pour la Bière Heineken avaient comme slogan  « Il n'y a qu'Heineken pour faire ça ». Dans l'une d'entre elles,
Lord Sutch pend la crémaillère au 10 Downing Street après avoir été élu Premier ministre.

## Dépression et suicide
Malgré son apparence de joyeux luron, Screaming Lord Sutch souffre de périodes de dépression. Il se pend le 16 juin 1999, à l'âge de 59 ans, un an après la mort de sa mère, à sa maison près de Harrow à Londres. D'après l'enquête, selon le témoignage de sa fiancée, les symptômes et les prescriptions des médecins, Sutch souffrait de maniaco-dépression.
Sutch est resté célibataire mais il laisse un fils, Tristan Lord Gwynne Sutch, né en 1975 d'une liaison avec le mannequin américain Thann Rendessy.
À sa mort le porte-parole du premier ministre a déclaré : « depuis des années, son apport à la vie politique britannique a été unique. Les élections ne seront plus jamais vraiment pareilles sans lui. »
Howling Laud Hope lui succède à la tête du Parti loony.

## Discographie (albums)
- Lord Sutch and Heavy Friends (1970)
- Hands of Jack the Ripper (1972)
- Alive and Well (Live, 1980)
- Jack the Ripper (Compilation, 1979)
- Rock & Horror (Compilation, 1982) Ace Records CDCHM 65
- Story/Screaming Lord Sutch & The Savages (Compilation, 1991)
- Live Manifesto (Live, 1992)
- Murder in the Graveyard (Live, 1992)
- Raving Loony Party Favourites (Compilation, 1996)
- Monster Rock (Compilation, 2000)
- Midnight Man (EP, 2000)
- Munster Rock (Compilation, 2001)

- DVD : The London Rock & Roll Show